# 青森県りんごジュース
青森県りんごジュース株式会社（あおもりけんりんごジュース）は、青森県黒石市に本社を置く、りんご加工製品を製造する企業。

## 沿革
- 1957年1月 - 青森県黒石市に『青森県りんごジュース株式会社』設立。東京駐在所設置。
- 1958年10月 - 農林省（現：農林水産省）より混濁果汁の製法特許を受ける。天然果汁の缶入りリンゴジュースを「シャイニー」の商標で発売開始。
- 1974年11月 - 本社社屋などを新築落成、現在地に移転。旧本社を第二工場と称す。
- 1980年10月 - 機構改正により東京駐在所を東京営業所に名称変更。
- 1983年7月 - 「Shiny シャイニー印」の商標を登録する。
- 1995年11月 - 第二工場を本社敷地内に新築移転。
- 1996年1月 - 東京営業所を東京支店に名称変更する。

## 製品
- 飲料
  - 金のねぶた[2]
  - 銀のねぶた[3]
  - 青森ねぶた
  - 贅沢りんご[4]
  - ぜいたくりんご白桃
  - ぜいたくりんご野菜
  - レギュラー
  - 青森完熟林檎
- その他生産品目
  - 「アップルピューレ」、「アップルパルプ」、「りんご香料」など。

## 所在地
- 本社および工場
  - 青森県黒石市相野178番地2号[5]
- 東京支店
  - 東京都千代田区麹町6番2号 麹町ニュー弥彦ビル3階

## その他
- 「Shiny」（シャイニー）ブランドで親しまれている。
- キャッチフレーズは「おいしさの追求やこだわりのある食文化への挑戦」
- 1998年、聖飢魔IIの「日本全国ふるさと総世紀末計画」にて青森県代表として青森県りんごジュース株式会社が選ばれ（各都道府県から1社のみというルールだった）、同年、聖飢魔ⅡがCMキャラクターを務めたことがある。尚、その時パッケージに印刷されていたのは三内丸山遺跡だった。